# Bahrain Radio and Television Corporation
Bahrain Radio and Television Corporation, nota anche con l'acronimo BRTC, è l'ente radiotelevisivo pubblico del Bahrain. Trasmette dalla capitale Manama in arabo e in inglese. È un ente governativo sotto il controllo dell'Information Affairs Authority.

## Storia
Radio Bahrain fu fondata nel 1955 e acquisita da BRTC nel 1971, divenendo un ente indipendente nel 1993. Il suo servizio radiofonico in inglese va in onda dal 1977 per quattro ore al giorno da uno studio a Isa Town. 
Nel 1982 la stazione traslocò in un edificio nel quartiere di Adliya, a Manama, e le ore di programmazione furono estese a 18 al giorno. In contemporanea una seconda stazione, Radio 2, iniziò a trasmettere per 6 ore al giorno. 
Nel 1989 fu aperto un nuovo studio nell'edificio del Ministero dell'informazione e l'anno successivo Radio Bahrain passò a un palinsesto di 24 ore.
Bahrain TV nacque nel 1973; da allora ha prodotto molti programmi, tra i quali spiccano quelli rivolti ai giovani come Chat with Batelco e Hala Bahrain. 
Bahrain TV fu oggetto di critiche per il modo in cui gestì le proteste della Primavera araba all'interno del Paese, durante le quali condusse una campagna di diffamazione contro coloro che vi presero parte.

## Servizi

### Radio
- Radio Bahrain 102.3, stazione radiofonica nazionale generalista
- Arab Classical Radio 96.0, radio di musica classica
- Bahrain FM 93.3, stazione radio di musica leggera
- Quran Kareem 106.1, radio che si occupa di tematiche religiose
- Traditional Radio 95.0, stazione specializzata in intrattenimento e cultura

### Televisione
- Bahrain TV, canale televisivo nazionale generalista
- Bahrain International, canale rivolto ai residenti all'estero
- Bahrain Sport 1, primo canale sportivo
- Bahrain Sport 2, secondo canale sportivo
- Bahrain The Holy Quran, canale dedicato alla religione islamica

## Programmi

### Cartoni animati
- Blinky Bill
- The Adventures of Dawdle the Donkey
- Le avventure dell'Ape Magà
- The Adventures of Marco & Gina
- Adventures of Pow Wow
- Sonic
- Aladdin
- Le avventure del bosco piccolo
- Animaniacs
- Animated Classics
- Arthur
- La formica atomica
- Babar e le avventure di Badou
- The Baby Huey Show
- Batman
- Biocombat
- Billy the Cat
- Blazing Dragons
- Bob aggiustatutto
- Budgie the Little Helicopter
- Cadillacs e dinosauri
- Capitan Planet e i Planeteers
- Captain Simian and the Space Monkeys
- Casper the Friendly Ghost
- Crocadoo
- Si salvi chi può! Arriva Dennis
- Dog City
- Due draghi per una cintura nera
- Dragon Tales
- DuckTales - Avventure di paperi
- Ferdy the Ant
- Flash Gordon
- Gargoyles - Il risveglio degli eroi
- Goof Troop
- G.I. Joe
- Isidoro
- Hey, Arnold!
- The Hot Rod Dogs and Cool Car Cats
- Laurel and Hardy
- Looney Tunes/Merrie Melodies
- Allacciate le cinture! Viaggiando si impara
- Mighty Ducks: The Animated Series
- Mortal Kombat: Defenders of the Realm
- The Mozart Band
- Mr. Bogus
- Jonny Quest
- Noddy's Toyland Adventures
- Oscar and Friends
- Pinky and the Brain
- Collericamente vostro "Braccio di Ferro"
- Il postino Pat
- Il principe di Atlantide
- The Raggy Dolls
- ReBoot
- Renada
- Road Rovers
- I Rugrats
- Rupert
- Salty's Lighthouse
- The Secret Lives of Waldo Kitty
- Street Sharks - Quattro pinne all'orizzonte
- Swat Kats
- Teo
- I favolosi Tiny
- The Transformers: Generation 2
- Voltron
- Widget: un alieno per amico
- X-Men: Evolution

### Documentari
- Big Cat Diary
- Deadly Australians
- Insectia
- Pioneers of Egyptology
- Wonders of Weather

### Giochi a quiz
- The Crystal Maze
- Wheel of Fortune

### Programmi per bambini
- Le avventure di Shirley Holmes
- The Adventures of the Aftermath Crew
- Alphabet Castle
- Animal Tales
- Art Attack
- At the Zoo
- Banane in pigiama
- Barney
- Bear nella grande casa blu
- Big Bag
- Blue's Clues
- Brum
- Camp Wilderness
- Lasciate in pace i koala
- Finger Tips
- Fudge
- Ghostwriter
- Glad Rags
- Piccoli brividi
- Groundling Marsh
- Huckleberry Finn e i suoi amici
- Jay Jay the Jet Plane
- Lift Off
- Lizzie McGuire
- The Mechanical Universe
- Mentors
- Mirror, Mirror
- Mowgli: The New Adventures of the Jungle Book
- My Best Friend is an Alien
- Il mio amico Ultraman
- The New Ghostwriter Mysteries
- Ocean Girl
- Secret Life of Toys
- Il mondo segreto di Alex Mack
- Sesamo apriti
- Spellbinder: Land of the Dragon Lord
- So You Want to Be
- Theodore Tugboat
- Il trenino Thomas
- The Wayne Manifesto
- The Wonderful World of Brother Buzz

### Commedie
- Una famiglia del terzo tipo
- ALF
- America's Funniest Home Videos
- Beadle's About
- Crescere, che fatica!
- Café Americain
- Candid Camera
- Coach
- Dad's Army
- Tutti amano Raymond
- 8 sotto un tetto
- Casa Keaton
- Fay
- Willy, il principe di Bel-Air
- Friends
- Cuori senza età
- Good Time Harry
- The Gregory Hines Show
- Genitori in blue jeans
- La famiglia Hogan
- The Jeff Foxworthy Show
- Joey
- Just for Laughs Gags
- The King of Queens
- Innamorati pazzi
- Mind Your Language
- A Sharp Intake of Breath
- Troppo forte!
- Smart Guy
- Spin City

### Cucina
- Bake with Anna Olson
- Huey's Cooking Adventures

### Telefilm
- Sinbad
- Le avventure della famiglia Robinson
- I Robinson
- Airwolf
- Automan
- A-Team
- Buffalo Girls
- Buffy l'ammazzavampiri
- Dickens of London
- Doctor Who
- La signora del West
- Due South - Due poliziotti a Chicago
- A Family at War
- Fast Track
- Hercules
- Hill Street giorno e notte
- Poliziotto a 4 zampe
- Knight Rider
- The Legend of William Tell
- Lois & Clark - Le nuove avventure di Superman
- Manimal
- Martial Law
- Moloney
- Moonlighting
- M.A.N.T.I.S.
- New York Undercover
- Perry Mason
- Pit Pony
- Polizia squadra soccorso
- Orgoglio e pregiudizio
- Agenzia Rockford
- Simon & Simon
- Sirens
- L'uomo da sei milioni di dollari
- I viaggiatori
- I Soprano
- Star Trek: The Next Generation
- Il falco della strada
- Superboy
- Team Knight Rider
- Vipera
- Walker Texas Ranger
- Water Rats
- Wildside
- Xena - Principessa guerriera
- X-Files
- Zorro

### Sport
- Superstars of Wrestling
- Trans World Sport

### Horror
- Le notti del lupo

### Magazine
- Cybernet
- Martha Stewart Living

### Reality
- Healthy, Wealthy and Wise
- Uomo vs. Natura

### Programmi didattici
- Beyond 2000

### Western
- Le avventure di Brisco County Jr.

### Soap opera
- The Colbys
- Dallas
- Falcon Crest
- California

### Talk Show
- The Oprah Winfrey Show

## Ricezione

### Satellite[4]
| Satellite          | Badr 4 | Hotbird 13B  | Eutelsat 8 West B                | Eutelsat 8 West B                |
| Posizione orbitale | 26.0° Est | 13.0° Est    | 8.0° Ovest                       | 8.0° Ovest                       |
| Bouquet            | / | /            | /                                | /                                |
| Canali             | Bahrain TV Bahrain International Bahrain Sport 1 Bahrain Sport 2 Bahrain The Holy Quran Radio Bahrain 102.3 Arab Classical Radio 96.0 Bahrain FM 93.3 Quran Kareem 106.1 Traditional Radio 95.0 | Bahrain TV   | Bahrain TV Bahrain International | Bahrain TV Bahrain International |
| Frequenza          | 12226 MHz | 11566 MHz    | 11678 MHz                        | 12729 MHz                        |
| Polarizzazione     | Orizzontale | Orizzontale  | Verticale                        | Orizzontale                      |
| SR                 | 27500 ksym/s | 29900 ksym/s | 27500 ksym/s                     | 27500 ksym/s                     |
| FEC                | 3/4 | 3/4          | 7/8                              | 2/3                              |
| Modulazione        | | 8PSK         |                                  | 8PSK                             |

### Digitale terrestre
BRTC è presente su digitale terrestre in standard DVB-T HD.